# Michaił Paułau
Michaił Jakaulewicz Paułau (biał. Міхаіл Якаўлевіч Паўлаў; ros. Михаил Яковлевич Павлов, Michaił Jakowlewicz Pawłow; ur. 1 września 1952 w Ordaci koło Szkłowa, zm. 6 czerwca 2010 w Mińsku) – białoruski polityk i działacz państwowy, były burmistrz Mińska (2000–2009); oskarżany o udział w represjach wobec oponentów władzy Alaksandra Łukaszenki.

## Życiorys
Ukończył Mohylewski Instytut Budowy Maszyn i Rosyjską Akademię Gospodarki Narodowej przy Rządzie Federacji Rosyjskiej. Od 1997 kierował administracją Baranowicz. W marcu 2000 został mianowany przewodniczącym Mińskiego Miejskiego Komitetu Wykonawczego, jednak w czerwcu 2009 prezydent Łukaszenka odwołał go ze stanowiska w związku z ciężkim stanem zdrowia, a jego następcą wyznaczył Mikałaja Ładućkę.
Był członkiem Rady Republiki Zgromadzenia Narodowego Republiki Białorusi (wyższej izby parlamentu).

## Udział w represjach politycznych
Według raportu przygotowanego przez polską Fundację Wolność i Demokracja, Michaił Paułau w czasie pełnienia funkcji przewodniczącego Mińskiego Miejskiego Komitetu Wykonawczego podejmował administracyjne działania przeciwko organizacjom pozarządowym i partiom politycznym, a także zachęcał władze wyższych uczelni w Mińsku do prześladowania zaangażowanych politycznie studentów.